# Tove Janssonová
Tove Janssonová, rodným jménem Tove Marika Jansson, ( výslovnost; 9. srpna 1914, Helsinky – 27. června 2001, Helsinky) byla finská spisovatelka (píšící švédsky), autorka písňových textů, malířka, ilustrátorka a autorka komiksů. Jejím nejslavnějším dílem jsou knihy o skřítcích muminech a jejich přátelích.

## Život

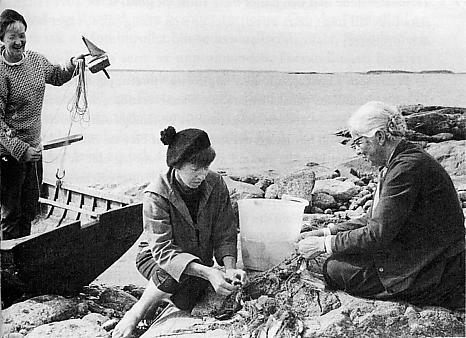
Zleva Tuulikki Pietilä, Tove Janssonová a její matka Signe Hammarsten-Janssonová na pobřeží Klavharunu. Fotografie z roku 1958.

Narodila se jako nejstarší dcera v umělecké rodině sochaře Viktora Janssona a grafičky a ilustrátorky Signe Hammeearstenové-Janssonové. Její mladší bratr Per Olof byl fotografem a nejmladší Lars ilustrátorem – právě on se později výrazně podílel na rozvoji „muminího odkazu“ a převzal po své sestře například sérii komiksů o muminech.
Tove Janssonová patřila k švédsky hovořící menšině ve Finsku a velkou část života prožila na ostrově Klovharu, jednom z ostrovů Pellinki u Porvoo. Její životní partnerkou byla finská grafička Tuulikki Pietilä.
První kresby uveřejnila v patnácti letech v liberálním časopise Garm. Studovala na výtvarné akademii Konstfack ve Stockholmu, poté na kreslířské škole finské Národní galerie v Helsinkách a v Paříži na École d'Adrien Holy a École des Beux Arts.
Postavička Muminka se poprvé objevila v ilustracích na stránkách Garmu v roce 1940 a v roce 1945 vyšla první samostatná kniha o muminech. Právě mumini vydobyli Janssonové světový věhlas, ačkoliv napsala i řadu knih na jiné téma. Za své dílo obdržela mimo jiné cenu Hanse Christiana Andersena v roce 1966, cenu Švédské akademie v roce 1972, cenu Pro Finlandia roku 1976 a Literární cenu Selmy Lagerlöfové roku 1992.

## Dílo

### Knihy o muminech

#### Romány
- Småtrollen och den stora översvämningen (1945; Cesta za tatínkem, přel. Libor Štukavec, Praha: Albatros, 1999)
- Kometjakten (1946)
- Trollkarlens hatt (1948; Čarodějův klobouk, přel. Libor Štukavec, Praha: Albatros, 1984)
- Muminpappans bravader (1950)
- Farlig midsommar (1954; Bláznivé léto, přel. Libor Štukavec, Praha: Albatros, 1994)
- Trollvinter (1957; Čarovná zima, přel. Libor Štukavec, Praha: Albatros, 1977)
- Pappan och havet (1965; Tatínek a moře, přel. Libor Štukavec, Praha: Albatros, 1998)
- Muminpappans memoarer (1968 (přepracovaná verze Muminpappans bravader); Tatínek píše paměti, přel. Libor Štukavec, Praha: Albatros, 1985)
- Kometen kommer (1968 (přepracovaná verze Kometjakten); Kometa, přel. Libor Štukavec, Praha: Albatros, 1995)
- Sent i November (1970; Pozdě v listopadu, přel. Libor Štukavec, Praha: Albatros, 1997)

#### Sbírky
- Det osynliga barnet och andra berättelser (1962; Neviditelné dítě a jiné příběhy, přel. Libor Štukavec)
- Allting som är trevligt är bra för magen – Tänkt och sagt i Mumindalen (Muminí moudra: nápady a průpovídky z muminího údolí, přel. Libor Štukavec, Praha: Albatros, 2006)

#### Obrázkové knížky
- Hur gick det sen? (1952; Jak to bylo dál?, přeložili Dagmar Hartlová a Radek Malý, Praha: Argo, 2018)
- Vem ska trösta Knyttet? (1960; Kdo utěší Drobka?, přeložili Martin Severýn a Radek Malý, Praha: Argo, 2021)
- Den farliga resan (1977)
- Skurken i Muminhuset (1980)
- Visor från Mumindalen (1993)

#### Komiksy
Komiksové stripy o muminech vycházely na pokračování nejprve krátce v časopise Ny Tid, od roku 1954 pak pravidelně vycházely především v anglických novinách Evening News – po roce 1960 sérii převzal Lars Jansson.
Řady 1–4 vyšly česky jako Muminek – svazek jedna, překl. Libuše a Luboš Trávníčkovi, Praha: Argo, 2009.
- 0. Mumintrollet och jordens undergång (1947–48)
- 1. Moomin and the Brigands (Mumintrollet, 1954–55; „Muminek a loupežníci“, v Muminek – svazek jedna)
- 2. Moomin and Family Life (Muminfamiljen, 1955; „Muminek a rodinný život“, v Muminek – svazek jedna)
- 3. Moomin on the Riviera (Familjen lever högt, 1955; „Muminek na Riviéře“, v Muminek – svazek jedna)
- 4. Moomin's Desert Island (Den ensliga ön, 1955; „Muminkův pustý ostrov“, v Muminek – svazek jedna)
- 5. Moomin's Winter Follies (Den farliga vintern, 1955)
- 6. Moominmamma's Maid (Låtsaslek, 1956)
- 7. Moomin Builds a House (Mumin bygger ett hus, 1956)
- 8. Moomin Begins a New Life (Mumin börjar ett nytt liv, 1956)
- 9. Moomin Falls in Love (Mumin blir kär, 1956)
- 10. Moomin Valley Turns Jungle (Mumindalen blir djungel, 1956)
- 11. Moomin and the Martians (Mumin och marsmänniskorna, 1957)
- 12. Moomin and the Sea (Mumin och havet, 1957)
- 13. Club Life in Moomin Valley (Föreningsliv i Mumindalen, 1957)
- 14. Moomin Goes Wild West (Mumintrollet i vilda västern, s Larsem Janssonem, 1957)
- 15. Snorkmaiden Goes Rococo (Snorkfröken i rokoko, s Larsem Janssonem, 1958)
- 16. Conscientious Moomin (Mumin och medborgarkänslan, s Larsem Janssonem, 1958)
- 17. Moomin and the Comet (Mumin och kometen, s Larsem Janssonem, 1958)
- 18. Moomin and the Golden Tail (Mumin och den gyllene svansen, 1958)
- 19. Moomin Winter (Muminvinter, s Larsem Janssonem, 1959)
- 20. Moomin under Sail (Mumin till sjöss, s Larsem Janssonem, 1959)
- 21. Fuddler's Courtship (Klåttdjurets frieri, s Larsem Janssonem, 1959)

### Další knihy

#### Romány
- Bildhuggarens dotter (1968; Dcera sochaře, přel. Naďa Bilincová, Praha: Argo, 2002)
- Sommarboken (1972; Kniha léta, přel. Helena Chvojková, Praha: Plus, 2011)
- Solstaden (1974)
- Den ärliga bedragaren (1982)
- Stenåkern (1984)
- Anteckningar från en ö (1993)

#### Sbírky povídek
- Lyssnerskan (1971)
- Dockskåpet och andra berättelser (1978)
- Resa med lätt bagage (1987; Cestovat nalehko, přel. Jana Holá, Praha: Orsini, 2017)
- Rent spel (1989)
- Brev från Klara och andra berättelser (1991)
- Meddelande. Noveller i urval 1971–1997 (1998)

#### Obrázkové knihy
- Sara och Pelle och näckens bläckfiskar (1933, pod pseudonymem Vera Haij)